# 大観園商場
大観園商場は中華人民共和国山東省済南市にある商業エリアである。1930年代に建設され、済南市の最も古い商業区の１つとなり、今は経三路歴史建築群の一部になっている。
名前は紅楼夢から取り、建物は中国の伝統スタイルである。

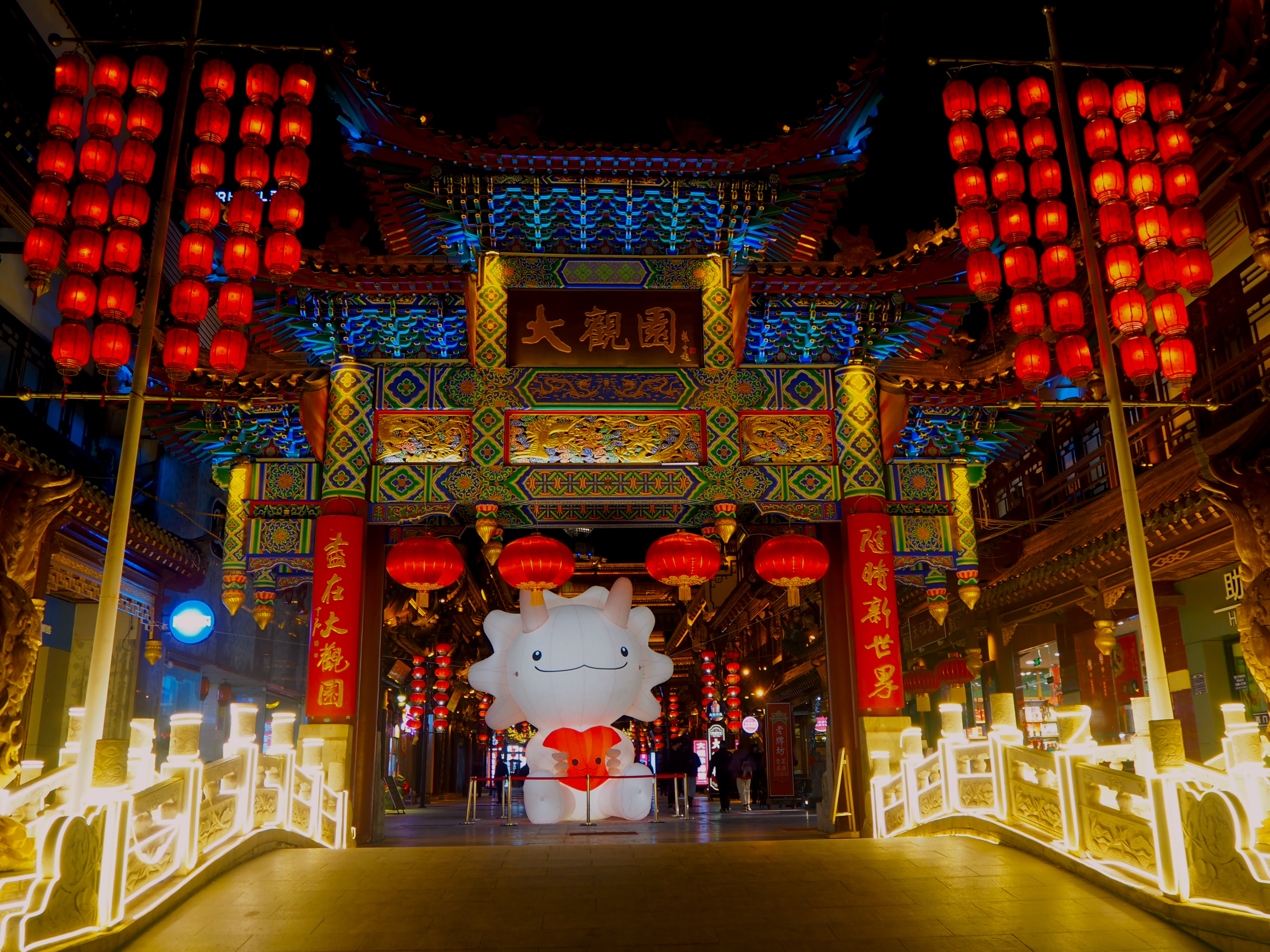
2024年の大観園商場

## 参考
1. ↑  鋭, 石 (2017). “中国における百貨店業態の変容”. アジア経営研究 23:  153–168. doi:10.20784/jamsjsaam.23.0_153.